# Zevenhuizen (Westerkwartier)
Zevenhuizen (Gronings: Zeuvenhuzen of Zeuv'nhoezen of Seubnhuuzen) is een dorp in de gemeente Westerkwartier in de provincie Groningen in Nederland.
Op 1 januari 2021 had het dorp 2.800 inwoners.

## Geschiedenis
Zevenhuizen is een relatief jong dorp. Eeuwenlang was er van een dorp geen sprake, slechts van een woest hoogveengebied. Dit veen werd aanvankelijk in het verlengde van de landerijen van Vredewold (met Tolbert als hoofdplaats) door de boeren op kleine schaal afgegraven en ontgonnen.
Na de vestiging van de Van Ewsums op Nienoord werd de vervening grootschalig aangepakt. Aan de talrijke kanalen (wijken) van Zevenhuizen is het patroon van een veenkolonie duidelijk te herkennen. Langs deze kanalen lagen zandwegen, die inmiddels zijn geasfalteerd. Een grote veenbrand, als gevolg van boekweitbranden op 11 juni 1833, verwoestte een belangrijk deel van het veen tussen De Wilp en Leek en daarmee ook een groot deel van het dorp Zevenhuizen. Bij de brand kwamen vier personen om, gingen ruim 60 huizen in vlammen op en werd 1.167.000 ton turf vernietigd.
Het oorspronkelijke Zevenhuizen lag richting Oude Streek. Na de brand is het dorp rond de afslag Evertswijk herbouwd. De door de brand werkloos geworden veenarbeiders konden aan de slag bij de aanleg van het zogenoemde Commissiebos, toen 47 ha groot, dat later weer gerooid werd om plaats te maken voor cultuurgrond. De herinnering aan het Commissiebos is in de straatnaam bewaard gebleven.
Zevenhuizen werd in 1835 kerkdorp; de hervormde kerk van Zevenhuizen werd in dat jaar opgebouwd, de torenspits werd er drie jaar later opgezet en de klok werd overgenomen van de Friese gemeente Oudeschoot. De kerk was echter zo slecht gebouwd dat er reeds in 1869 op dezelfde plek een nieuwe kerk moest worden gebouwd, de huidige kerk. In 1844 richtten de afgescheidenen gereformeerden een eigen kerkje op aan de Evertswijk. Rond 1850 stonden er in al 430 huizen en waren er 2600 inwoners. In 1893 werd - naar men toen zei - het dorp uit haar isolement verlost, door de aanleg van een verharde weg naar Leek.
Op de begraafplaats aan de Kerkhoflaan werd na de Tweede Wereldoorlog het 'Gedenkteken voor alle gevallen slachtoffers in bezettingstijd' opgericht.
In 1920-21 werd de gereformeerde kerk verbouwd en in 1957 verrees een nieuwe gereformeerde kerk in het dorp met een wat apart uitgevoerde witte dakruiter. Het oude pand aan de Evertswijk 23 werd in gebruik genomen door een loonbedrijf en later afgebroken. In 2020 is ook de nieuwe gereformeerde kerk gesloopt.
Zevenhuizen behoorde aanvankelijk tot de gemeente Leek, maar bij een gemeentelijke herindeling in 2019 ging Leek op in de fusiegemeente Westerkwartier.

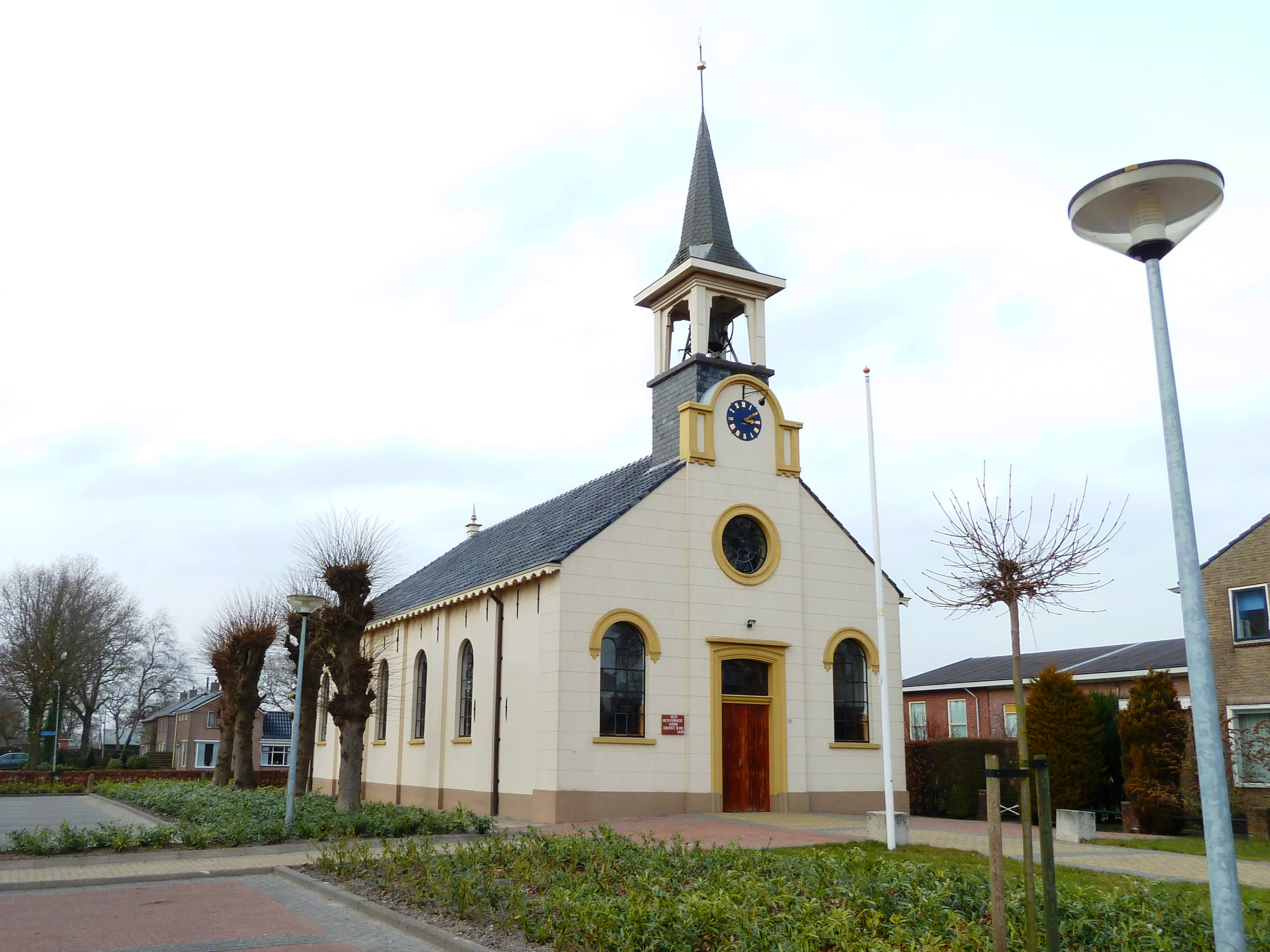
Hervormde kerk uit 1869
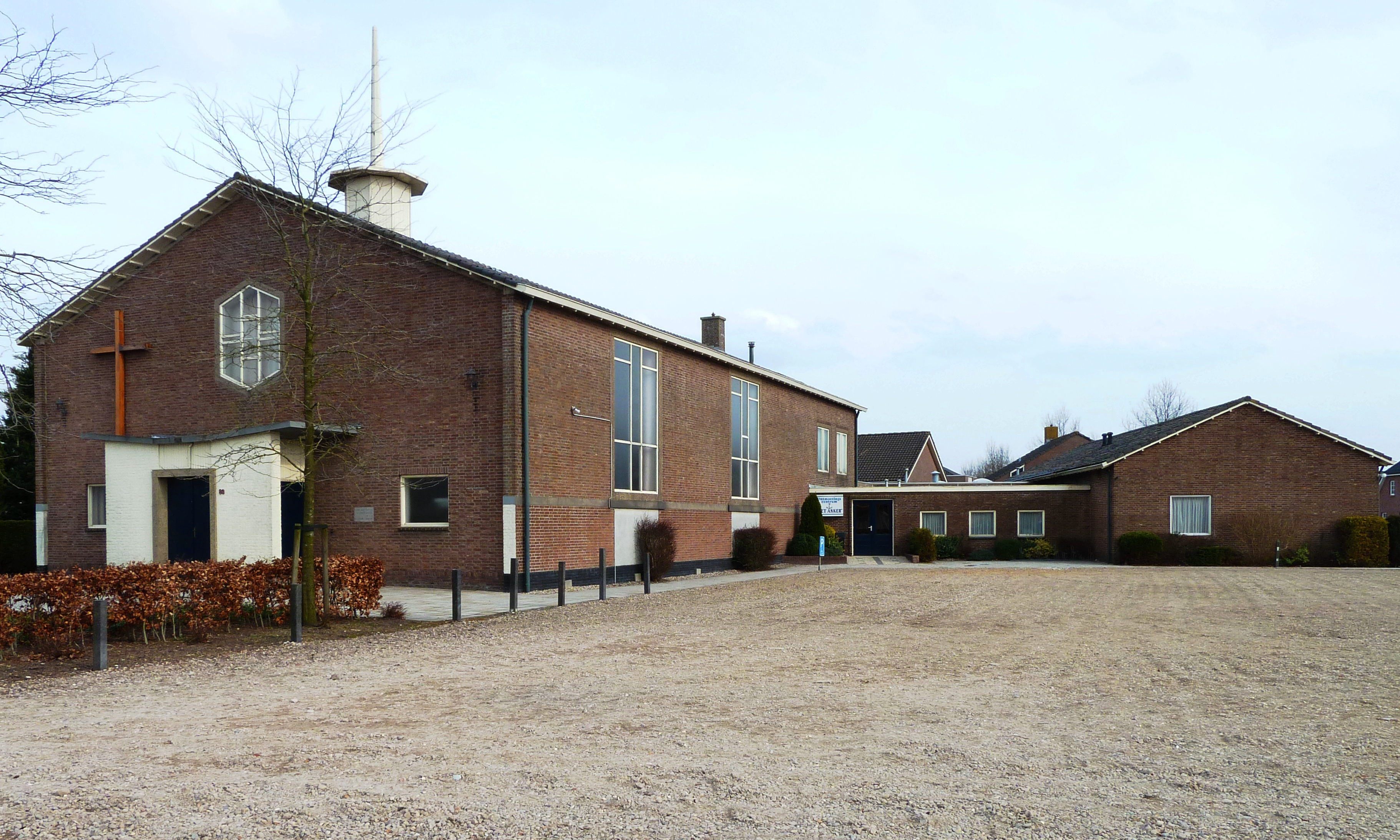
De gereformeerde kerk met rechts verenigingsgebouw Het Anker (1957-2020)

## In het nieuws
- In oktober 2009 kwam Zevenhuizen groot internationaal in het nieuws doordat er 777 gratis pakketten worden verstrekt van de nieuwe versie van Windows, Windows 7. Hiermee had Zevenhuizen de internationale première van dit besturingssysteem.
- Zevenhuizen werd in september 2011 verkozen tot Het leukste dorp van Groningen. Aan deze wedstrijd, een initiatief van RTV Noord en het Dagblad van het Noorden, deden 166 Groninger dorpen mee. In de finale kreeg Zevenhuizen 7622 stemmen en eindigde daarmee bovenaan, ruim voor Niekerk (5276 stemmen) en Tolbert (4493 stemmen).
- Op 12 oktober 2023 kwam Zevenhuizen in het nieuws doordat het eerste geval van het blauwtongvirus in de provincie Groningen aldaar werd geconstateerd. In Drenthe werd de ziekte al vastgesteld in o.m. Havelte, Wapse, Beilen en in de buurt van Meppel. De blauwtongepidemie begon in september 2023 in het midden van het land.

## Geboren
- Ebeltje Boekema-Hut (1911-2022), in 2021-2022 de oudste inwoner van Nederland
- Cor Kalfsbeek (1933), architect
- Kim Polling (1991), judoka
- Anko Postma (1972), politicus
- Jurjen van der Velde (2002), darter